# 蜂須賀重喜
蜂須賀 重喜（はちすか しげよし）は、阿波国徳島藩の第10代藩主。号は公熙、南山、清風齋。

## 経歴
元文3年（1738年）、出羽秋田新田藩の第2代藩主・佐竹義道の四男に生まれる。母は内藤政森の娘。幼名は岩五郎、初名は佐竹義居（さたけ よしすえ）。
宝暦4年（1754年）8月25日、阿波徳島藩第9代藩主・蜂須賀至央の末期養子として第10代藩主に就任する（至央は第8代藩主・蜂須賀宗鎮の実弟で、兄弟ともに讃岐高松藩松平家の一門松平大膳家からの養子である）。養子入りに際して諱を政胤（まさたね、「政」は藩祖・蜂須賀家政の1字を取ったもの）と改名する。この末期養子は、相次いで後継ぎが早世したために、家老の賀島出雲の提案により決定した。同年9月15日、第9代将軍・徳川家重に御目見する。同年11月25日に元服して家重より偏諱を受けて重喜と改名、従四位下阿波守に叙任する。後に侍従に任官する。
宝暦5年（1755年）4月15日、初めて領国に入部する許可を得る。留野留川の規制という法令を出し、家中の統制を図る。宝暦・明和期の藩政改革の萌芽といえる（中期藩政改革）。重喜が中心となって行なった改革の内容は、財政再建としての倹約令の施行と、藩体制の変革としての役席役高の制、若年寄の創設などであった。役席役高とは第8代将軍徳川吉宗（家重の父）の享保の改革で行なわれた足高の制を模範としているが、身分序列の崩壊を招いたことで、その性格は異なる。
明和6年（1769年）10月晦日、藩政宜しからずとして幕府より隠居を命じられ、長男・喜昭（のち治昭に改名）に家督を譲る。
隠居後は明和7年（1770年）5月、江戸小名木屋敷に移り、大炊頭を称す。安永2年（1773年）、療養のため国元へ帰り大谷別邸に住む。天明8年（1788年）、かなりの贅沢三昧の生活を幕府に咎められ、江戸屋敷への蟄居を強要されそうになったので、同年8月、阿波の富田屋敷へ移り、江戸行きは免れた。
享和元年（1801年）10月20日、富田屋敷で卒去した。享年64。
蜂須賀家の膨大な蔵書は、重喜以降に増加したと推定される。数代にわたり蜂須賀家が収集した典籍は、阿波国文庫と呼ばれる。

## 公家との繋がり
蜂須賀家では重喜以降、公家との婚姻が進む。これは、7代藩主蜂須賀宗英（寛保3年（1743年）没）の墓が京都の清浄華院にあり、墓参と称した京都入りができたためと言われている。

## 系譜
子供は16男14女。
- 父：佐竹義道（1701年 - 1765年）
- 母：内藤政森の娘

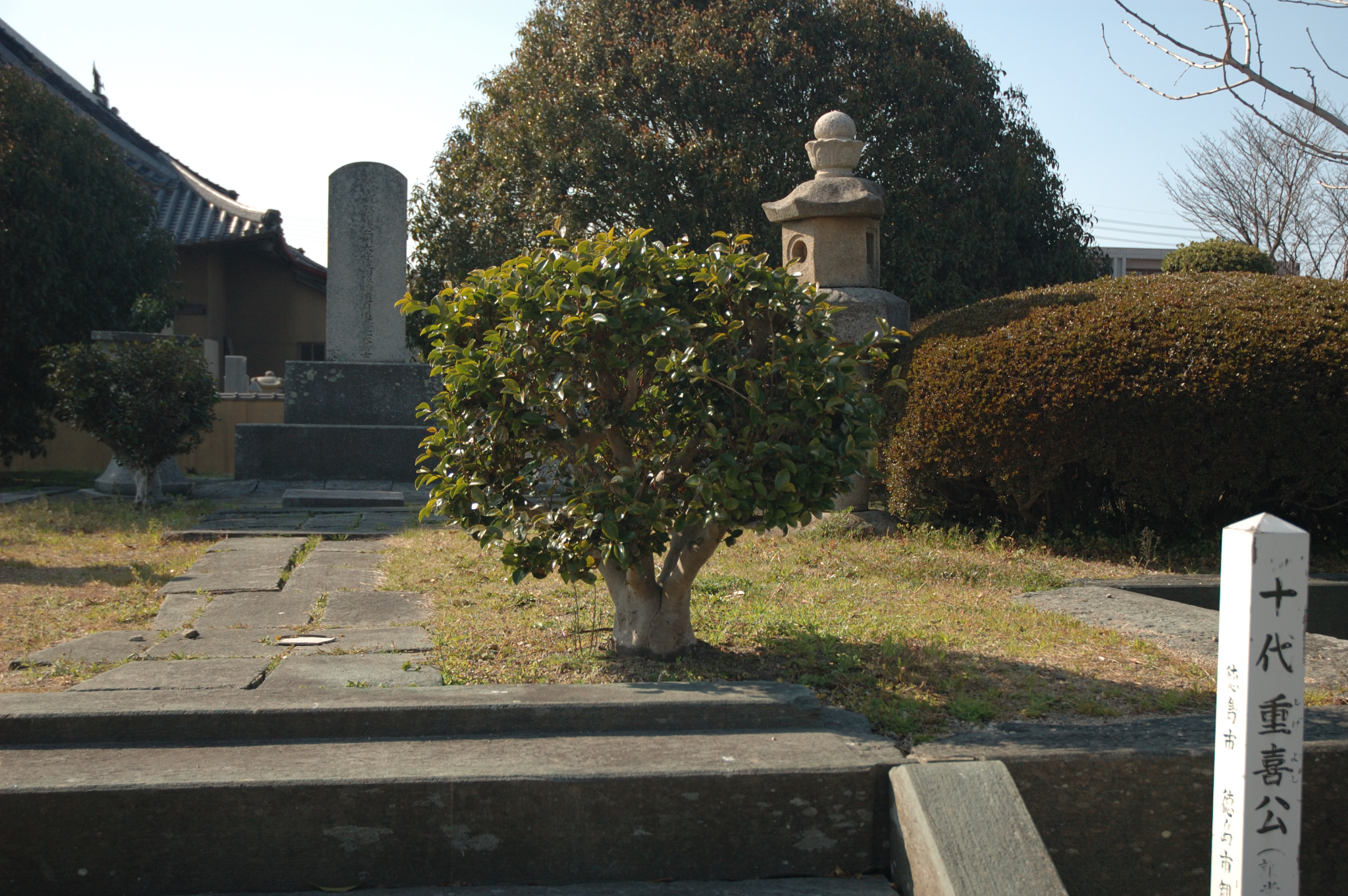
興源寺の墓所（徳島県徳島市下助任町）

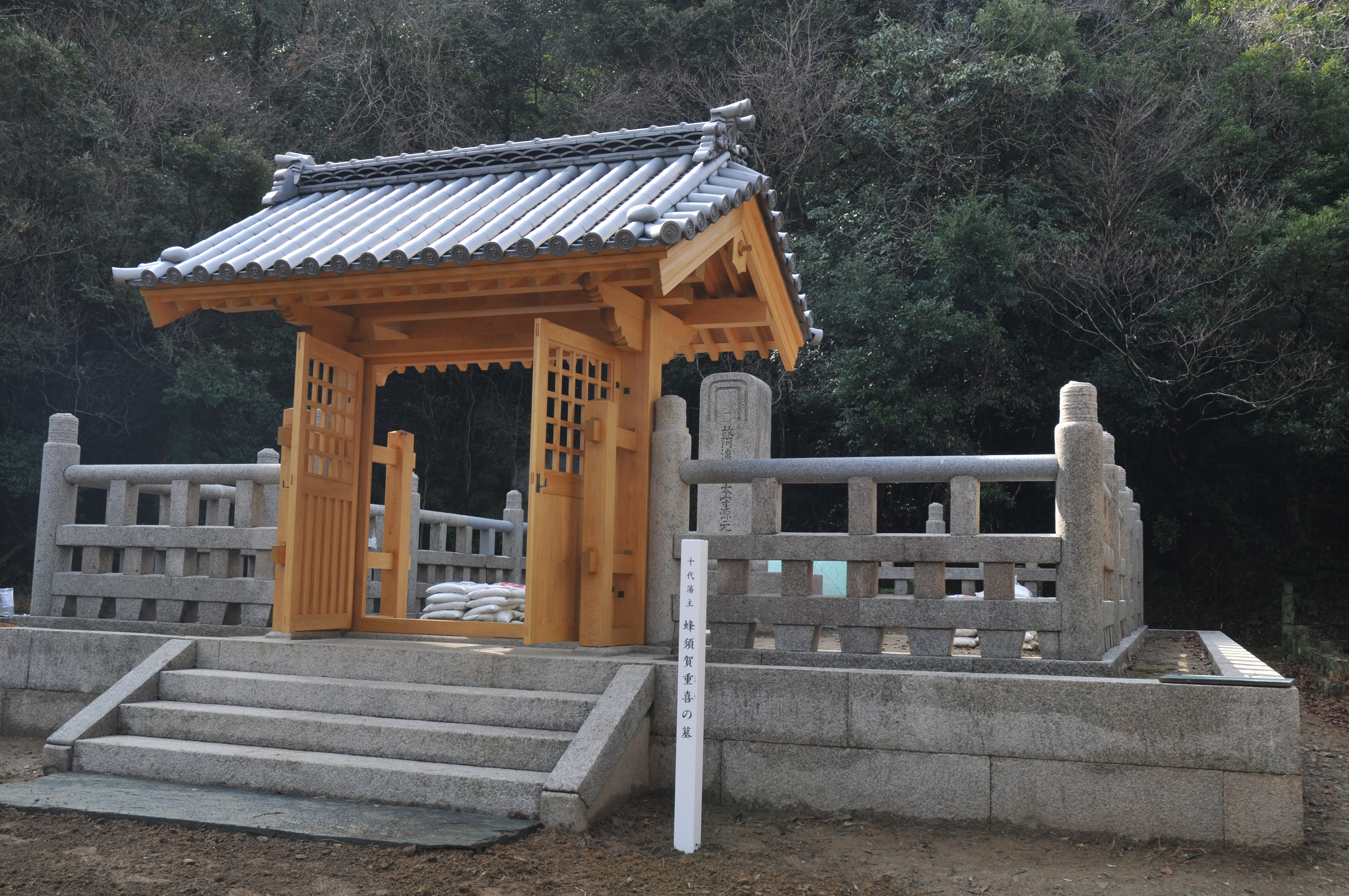
万年山墓所の墓所（徳島県徳島市眉山町）

- 養父：蜂須賀至央（1737年 - 1754年）
- 正室：伝姫 - 立花貞俶の四女
  - 長男：治昭（1758年 - 1814年）
  - 次男：喜翰 - 通称若狭
  - 三男：喜和
  - 四男：喜儀 - 通称駿河
- 側室：梁田時
  - 五男：允功
  - 次女：儀子（1771年 - 1795年） - 鷹司政煕正室、鷹司政通生母
  - 三女：幸子（1771年 - 1838年） - 醍醐輝久正室、養父一条輝良
- 側室：曾木衛士
  - 六男：允迪 - 喜寛とも名乗る、通称大和
  - 四女：中院通知正室 - のち離婚
- 側室：清瀬千枝
  - 七女：定姫 - 松平忠恵正室
  - 十一男：允穎
  - 女子：寿美姫 - 戸田光年継室
  - 末女：伊与姫（1791年 - 1854年） - 蜂須賀治昭の養女、戸沢正胤正室
- 側室：三浦民崎
  - 十男：允澄 - 蜂須賀允功養子、喜端とも名乗る、通称出羽
- 生母不明の子女
  - 十三男：昭則
  - 十四男：昭義
  - 十六男：昭栄
  - 女子：成姫 - 堀親寚正室
  - 女子：理姫 - 九鬼隆国正室

なお、次男、四男、六男、十男、十三男、十四男、十六男およびその子孫は臣籍に下り、家老などに登用されて藩政に参画した。

## 偏諱を与えた人物
重喜時代
（もともと「喜」の字は第7代藩主宗英の実父である隆喜から1字を取ったものである）
- 蜂須賀喜昭（長男、のち治昭に改名）
- 蜂須賀喜翰（次男、子に喜周。）
- 蜂須賀喜和（三男）
- 蜂須賀喜儀（四男、初名：喜起）
- 蜂須賀喜寛（六男、別名：允迪）
- 蜂須賀喜端（十男、別名：允澄）
- 蜂須賀喜憲（藩主一門、8代宗鎮の養嗣子となった後に廃嫡[11]された蜂須賀重隆の嫡男）

## 関連作品
小説
- 『阿淡夢物語』 浪華散人著の実録体小説 国文学研究資料館
- 吉川英治『鳴門秘帖』（1927 - 1933年、大阪毎日新聞社・東京日日新聞社連載）[12]

蜂須賀重喜が「幕府転覆の黒幕である」という作品。複数回書籍化されている。最新は 講談社〈吉川英治歴史時代文庫〉（1989年）
- 『秘色の契り』（2024年、木下昌輝）巨額の借財を抱える徳島藩、その藩政改革と経済立て直しを目指す蜂須賀重喜と家臣団の奮闘を描く作品

映画
- 『鳴門秘帖』（1926 - 27年、日活、マキノ映画、東亜キネマ。全7部）
- 『甲賀屋敷』[13]（1949年、大映。衣笠貞之助演出。長谷川一夫主演）
- 『鳴門秘帖』（1954年、東映。前・後篇。渡辺邦男監督。市川右太衛門主演）
- 『鳴門秘帖』（1957年、大映。衣笠貞之助監督。長谷川一夫、市川雷蔵主演）
- 『鳴門秘帖』、『鳴門秘帖 完結篇』（1961年、東映。内出好吉監督。鶴田浩二主演。「蜂須賀阿波守」演：西条菊太郎）

テレビドラマ
- 『鳴門秘帖』（1959年、KRテレビ（現、TBS）。水島道太郎主演、原保美助演）
- 『鳴門秘帖』（1966年、MBS。高橋悦史、扇千景主演）
- 『鳴門秘帖』（1977 - 78年、NHK。田村正和主演。「蜂須賀重喜」演：西田健）
- 『鳴門秘帖・時代劇スペシャル』（1990年、TBS。杉良太郎主演）
- 『鳴門秘帖 (2018年のテレビドラマ)』（2018年4月、NHK。山本耕史主演。「蜂須賀重喜」演：相島一之）
  - NHK BSプレミアム『BS時代劇』。